# Mesosignum brevispinis
Mesosignum brevispinis är en kräftdjursart som beskrevs av Yakov Avadievich Birstein1963. Mesosignum brevispinis ingår i släktet Mesosignum och familjen Mesosignidae. Inga underarter finns listade i Catalogue of Life.